# FK Machouk-KMV Piatigorsk
Maillots
Le Futbolny klub Machouk-KMV, plus couramment appelé Machouk-KMV Piatigorsk (en russe : «Машук-КМВ» Пятигорск), est un club de football russe basé à Piatigorsk.
Il évolue en quatrième division russe depuis la saison 2023-2024.

## Historique
- 1936 : fondation du club sous le nom de Dinamo Piatigorsk
- 1966 : le club est renommé Mashinostroïtel Piatigorsk
- 1968 : le club est renommé Machouk Piatigorsk
- 1994 : le club est renommé Energia Piatigorsk
- 1998 : le club est renommé Machouk Piatigorsk
- 2003 : le club est renommé Machouk-KMV Piatigorsk

## Bilan sportif

### Palmarès
| Période russe | Période soviétique |
| - Coupe de Russie - Trente-deuxièmes de finale : Cinq fois. - Championnat de Russie de D2 - Treizième : 2006. - Championnat de Russie de D3 - Deuxième de groupe : 2004. - Championnat de Russie amateur - Vainqueur de groupe : 2002. | - Coupe d'Union soviétique - Huitièmes de finale : 1936. - Championnat d'Union soviétique de D2 - Dix-huitième : 1969. - Championnat d'Union soviétique de D3 - Vainqueur de la phase finale : 1968. - Vainqueur de groupe : 1976. |

### Classements en championnat
La frise ci-dessous résume les classements successifs du club en championnat d'Union soviétique de 1966 à 1991.
La frise ci-dessous résume les classements successifs du club en championnat de Russie.

### Bilan par saison
Légende
- Promotion en division supérieure
- Relégation en division inférieure

#### Période soviétique
| Saison           | Championnat       | Championnat       | Championnat       | Championnat       | Championnat       | Championnat       | Championnat       | Championnat       | Championnat       | Championnat       | Coupe d'URSS          |
| Saison           | Division          | Pos               | Pts               | J                 | V                 | N                 | D                 | BP                | BC                | Diff              | Coupe d'URSS          |
| ---------------- | ----------------- | ----------------- | ----------------- | ----------------- | ----------------- | ----------------- | ----------------- | ----------------- | ----------------- | ----------------- | --------------------- |
| 1936 (printemps) | 4e                | 3e                | 8                 | 4                 | 2                 | 0                 | 2                 | 11                | 8                 | +3                | —                     |
| 1936 (automne)   | 3e                | 8e                | 7                 | 7                 | 1                 | 1                 | 5                 | 8                 | 11                | -3                | Huitièmes de finale   |
| 1937-1965        | Championnat local | Championnat local | Championnat local | Championnat local | Championnat local | Championnat local | Championnat local | Championnat local | Championnat local | Championnat local | Championnat local     |
| 1966             | 3e Zone 4         | 7e                | 42                | 38                | 15                | 12                | 11                | 48                | 37                | +11               | —                     |
| 1967             | 3e Russie 4       | 5e                | 48                | 38                | 19                | 10                | 9                 | 51                | 42                | +9                | Huitièmes de finale Q |
| 1968             | 3e Russie 4       | 6e                | 49                | 40                | 20                | 9                 | 11                | 55                | 33                | +22               | Huitièmes de finale Q |
| 1969             | 2e Groupe 1       | 18e               | 32                | 38                | 10                | 12                | 16                | 31                | 43                | -12               | 64es de finale        |
| 1970             | 3e Zone 2         | 5e                | 50                | 42                | 17                | 16                | 9                 | 52                | 36                | +16               | 32es de finale        |
| 1971             | 3e Zone 3         | 4e                | 44                | 38                | 17                | 10                | 11                | 47                | 30                | +17               | —                     |
| 1972             | 3e Zone 4         | 5e                | 42                | 36                | 18                | 6                 | 12                | 54                | 42                | +8                | —                     |
| 1973             | 3e Zone 3         | 7e                | 34                | 34                | 16                | 6                 | 12                | 45                | 41                | +4                | —                     |
| 1974             | 3e Zone 4         | 8e                | 44                | 40                | 17                | 10                | 13                | 43                | 40                | +3                | —                     |
| 1975             | 3e Zone 3         | 6e                | 48                | 38                | 16                | 16                | 6                 | 46                | 31                | +15               | —                     |
| 1976             | 3e Zone 4         | 1er               | 63                | 40                | 28                | 7                 | 5                 | 60                | 21                | +39               | —                     |
| 1977             | 3e Zone 3         | 8e                | 44                | 40                | 16                | 12                | 12                | 47                | 40                | +7                | 32es de finale        |
| 1978             | 3e Zone 3         | 2e                | 63                | 46                | 27                | 9                 | 10                | 75                | 34                | +41               | —                     |
| 1979             | 3e Zone 3         | 4e                | 58                | 48                | 25                | 8                 | 15                | 67                | 46                | +21               | Phase de groupes      |
| 1980             | 3e Zone 3         | 2e                | 51                | 34                | 23                | 5                 | 6                 | 43                | 25                | +18               | —                     |
| 1981             | 3e Zone 3         | 15e               | 23                | 34                | 8                 | 7                 | 19                | 35                | 73                | -38               | —                     |
| 1982             | 3e Zone 3         | 11e               | 30                | 32                | 11                | 8                 | 13                | 42                | 39                | +3                | —                     |
| 1983             | 3e Zone 3         | 5e                | 38                | 30                | 17                | 4                 | 9                 | 52                | 34                | +18               | —                     |
| 1984             | 3e Zone 3         | 4e                | 39                | 30                | 18                | 3                 | 9                 | 44                | 27                | +17               | —                     |
| 1985             | 3e Zone 3         | 8e                | 30                | 30                | 10                | 10                | 10                | 34                | 37                | -3                | —                     |
| 1986             | 3e Zone 3         | 9e                | 33                | 32                | 14                | 5                 | 13                | 59                | 45                | +14               | 64es de finale        |
| 1987             | 3e Zone 3         | 4e                | 40                | 32                | 17                | 6                 | 9                 | 43                | 28                | +15               | —                     |
| 1988             | 3e Zone 3         | 13e               | 35                | 38                | 13                | 9                 | 16                | 43                | 42                | +1                | —                     |
| 1989             | 3e Zone 3         | 2e                | 56                | 42                | 26                | 4                 | 12                | 67                | 40                | +27               | 32es de finale        |
| 1990             | 3e Centre         | 19e               | 36                | 42                | 15                | 6                 | 21                | 47                | 63                | -16               | —                     |
| 1991             | 4e Zone 4         | 12e               | 44                | 42                | 16                | 12                | 14                | 56                | 40                | +16               | Seizièmes de finale   |

#### Période russe
| Saison    | Championnat | Championnat | Championnat | Championnat | Championnat | Championnat | Championnat | Championnat | Championnat | Championnat | Coupe de Russie  |
| Saison    | Division    | Pos         | Pts         | J           | V           | N           | D           | BP          | BC          | Diff        | Coupe de Russie  |
| --------- | ----------- | ----------- | ----------- | ----------- | ----------- | ----------- | ----------- | ----------- | ----------- | ----------- | ---------------- |
| 1992      | 3e Zone 1   | 8e          | 40          | 38          | 16          | 8           | 14          | 53          | 43          | +10         | —                |
| 1993      | 3e Zone 1   | 13e         | 26          | 38          | 10          | 6           | 22          | 34          | 59          | -25         | 256es de finale  |
| 1994      | 4e Zone 1   | 2e          | 48          | 32          | 20          | 8           | 4           | 63          | 25          | +38         | 32es de finale   |
| 1995      | 3e Ouest    | 11e         | 60          | 42          | 17          | 9           | 16          | 45          | 40          | +5          | 64es de finale   |
| 1996      | 3e Ouest    | 14e         | 44          | 38          | 12          | 8           | 18          | 40          | 54          | -14         | 128es de finale  |
| 1997      | 3e Ouest    | 20e         | 13          | 38          | 4           | 1           | 33          | 18          | 95          | -77         | 256es de finale  |
| 1998      | 4e Sud      | 9e          | 27          | 24          | 7           | 6           | 11          | 30          | 40          | -10         | 64es de finale   |
| 1999      | 4e Sud      | 10e         | 34          | 30          | 9           | 7           | 14          | 44          | 55          | -11         | —                |
| 2000      | 4e Sud      | 5e          | 44          | 26          | 12          | 8           | 6           | 40          | 30          | +10         | —                |
| 2001      | 4e Sud      | 5e          | 50          | 30          | 15          | 5           | 10          | 44          | 30          | +14         | —                |
| 2002      | 4e Sud      | 1er         | 104         | 38          | 34          | 2           | 2           | 107         | 27          | +80         | —                |
| 2003      | 3e Sud      | 10e         | 56          | 38          | 17          | 5           | 16          | 46          | 37          | +9          | —                |
| 2004      | 3e Sud      | 3e          | 69          | 32          | 22          | 3           | 7           | 73          | 30          | +43         | 128es de finale  |
| 2005      | 3e Sud      | 2e          | 51          | 24          | 15          | 6           | 3           | 44          | 21          | +23         | 128es de finale  |
| 2006      | 2e          | 13e         | 55          | 42          | 16          | 7           | 19          | 41          | 56          | -15         | 32es de finale   |
| 2007      | 2e          | 14e         | 55          | 42          | 14          | 13          | 15          | 53          | 55          | -2          | 32es de finale   |
| 2008      | 2e          | 19e         | 32          | 42          | 8           | 8           | 26          | 39          | 79          | -40         | 32es de finale   |
| 2009      | 3e Sud      | 6e          | 53          | 34          | 15          | 8           | 11          | 45          | 39          | +6          | 32es de finale   |
| 2010      | 3e Sud      | 3e          | 62          | 32          | 18          | 8           | 6           | 53          | 27          | +26         | 128es de finale  |
| 2011-2012 | 3e Sud      | 4e          | 59          | 34          | 18          | 5           | 11          | 43          | 33          | +10         | 128es de finale  |
| 2011-2012 | 3e Sud      | 4e          | 59          | 34          | 18          | 5           | 11          | 43          | 33          | +10         | 256es de finale  |
| 2012-2013 | 3e Sud      | 5e          | 53          | 32          | 15          | 8           | 9           | 37          | 20          | +17         | 256es de finale  |
| 2013-2014 | 3e Sud      | 12e         | 34          | 34          | 9           | 7           | 18          | 28          | 54          | -26         | 128es de finale  |
| 2014-2015 | 3e Sud      | 7e          | 61          | 42          | 16          | 13          | 13          | 48          | 49          | -1          | 128es de finale  |
| 2015-2016 | 3e Sud      | 7e          | 33          | 26          | 9           | 6           | 11          | 25          | 34          | -9          | 256es de finale  |
| 2016-2017 | 3e Sud      | 14e         | 26          | 30          | 7           | 5           | 18          | 30          | 54          | -24         | 64es de finale   |
| 2017-2018 | 3e Sud      | 11e         | 38          | 32          | 10          | 8           | 14          | 27          | 32          | -5          | 128es de finale  |
| 2018-2019 | 3e Sud      | 11e         | 29          | 28          | 7           | 8           | 13          | 31          | 40          | -9          | 64es de finale   |
| 2019-2020 | 3e Sud      | 10e         | 24          | 19          | 6           | 6           | 7           | 22          | 17          | +5          | 128es de finale  |
| 2020-2021 | 3e Groupe 1 | 13e         | 34          | 32          | 9           | 7           | 16          | 40          | 56          | -16         | Phase de groupes |
| 2021-2022 | 3e Groupe 1 | 12e         | 31          | 32          | 7           | 10          | 15          | 47          | 54          | -7          | 128es de finale  |
| 2022-2023 | 3e Groupe 1 | 12e         | 19          | 18          | 5           | 4           | 9           | 22          | 35          | -13         | 128es de finale  |
| 2023      | 4e Groupe 1 | en cours    | en cours    | en cours    | en cours    | en cours    | en cours    | en cours    | en cours    | en cours    | 128es de finale  |

## Entraîneurs
La liste suivante présente les différents entraîneurs du club depuis 1936.
- Abram Dangoulov (1936-1937)
- Lazar Iesselevitch (1966)
- Vladimir Sokolov (1967)
- Piotr Stoukalov (1968-1969)
- Dmitri Tchikhradze (1969)
- Vassili Vassiliev (1970)
- Vladlen Nikitine (1971)
- Vladimir Sokolov (1971-1972)
- Iouri Kotov (1974)
- Vladlen Nikitine (1975)
- Dmitri Skriabine (1976-1982)
- Rastiam Ianborissov (1984)
- Vladimir Kouzine (1985)
- Iouri Diatchenko (1989)
- Rastiam Ianborissov (1989-1990)
- Valeri Zoubakov (1991)
- Sergueï Razarionov (1992-1997)
- Sergueï Djatiev (2004)
- Igor Ponomaryov (2006-2007)
- Sergueï Djatiev (2007-2008)
- Ievgueni Perevertaïlo (janvier 2009-mai 2009)
- Sergueï Ponomariov (mai 2009-juin 2009)
- Iouri Svirkov (juin 2009-août 2009)
- Kalin Stepanian (août 2009-décembre 2009)
- Valeri Zazdravnykh (juin 2011-décembre 2011)
- Aleksandr Grigoryan (février 2013-juin 2013)
- Kalin Stepanian (juin 2013-septembre 2013)
- Fiodor Gagloïev (septembre 2013-janvier 2014)
- Armen Stepanian (mars 2014-juillet 2015)
- Sergueï Troubitsine (juillet 2015-avril 2016)
- Zourab Sanaia (avril 2016-octobre 2016)
- Valeri Zazdravnykh (octobre 2016-juin 2019)
- Andranik Babayan (juin 2019-août 2019)
- Andreï Kovalenko (août 2019-septembre 2019)
- Anzur Sadirov (octobre 2019-juillet 2020)
- Stanislav Tskhovrebov (juillet 2020-octobre 2020)

## Historique du logo

2009-2023
Depuis 2023